# Phaeoceros laevis
Phaeoceros laevis là một loài rêu trong họ Anthocerotaceae. Loài này được L. Prosk. mô tả khoa học đầu tiên năm 1951.